# Cerataltica insolita
Cerataltica insolita är en skalbaggsart som först beskrevs av F. E. Melsheimer 1847.  Cerataltica insolita ingår i släktet Cerataltica och familjen bladbaggar. Inga underarter finns listade i Catalogue of Life.